# Instructieset van de M6800
De M6800 van Motorola was in de jaren 70 waarschijnlijk de minst populaire 8-bits microprocessor. De Intel 8080 (en vooral de Z80) en de MOS 6502 werden veel meer toegepast.
De M6800 heeft slechts twee registers voor algemeen gebruik, accumulator A en accumulator B. Verder zijn er een 16-bits indexregister (IX), een stackpointer (SP) en een programmateller (PC). Ook het register met conditiecodes is aanwezig.
| linker vier bits: | 00          | 10        | 20               | 30               | 40               | 50               | 60               | 70               | 80            | 90            | A0            | B0            | C0            | D0            | E0            | F0            |
| rechter vier bits |             |           | relatieve sprong |                  | acca             | accb             | ind              | ext              | imm           | dir           | ind           | ext           | imm           | dir           | ind           | ext           |
| ----------------- | ----------- | --------- | ---------------- | ---------------- | ---------------- | ---------------- | ---------------- | ---------------- | ------------- | ------------- | ------------- | ------------- | ------------- | ------------- | ------------- | ------------- |
| 00                |             | SBA A=A-B | BRA branch       | TSX IX=SP+1      | NEG M=-M         | NEG M=-M         | NEG M=-M         | NEG M=-M         | SUB A=A-M     | SUB A=A-M     | SUB A=A-M     | SUB A=A-M     | SUB B=B-M     | SUB B=B-M     | SUB B=B-M     | SUB B=B-M     |
| 01                | NOP         | CBA A:B   |                  | INS SP=SP+1      |                  |                  |                  |                  | CMP A:M       | CMP A:M       | CMP A:M       | CMP A:M       | CMP B:M       | CMP B:M       | CMP B:M       | CMP B:M       |
| 02                |             |           | BHI if >         | PUL pop A        |                  |                  |                  |                  | SBC A=A-M-C   | SBC A=A-M-C   | SBC A=A-M-C   | SBC A=A-M-C   | SBC B=B-M-C   | SBC B=B-M-C   | SBC B=B-M-C   | SBC B=B-M-C   |
| 03                |             |           | BLS if <=        | PUL pop B        | COM M=~M         | COM M=~M         | COM M=~M         | COM M=~M         |               |               |               |               |               |               |               |               |
| 04                |             |           | BCC if C=0       | DES SP=SP-1      | LSR shift right  | LSR shift right  | LSR shift right  | LSR shift right  | AND A=A and M | AND A=A and M | AND A=A and M | AND A=A and M | AND B=B and M | AND B=B and M | AND B=B and M | AND B=B and M |
| 05                |             |           | BCS if C=1       | TXS SP=IX-1      |                  |                  |                  |                  | BIT A:M       | BIT A:M       | BIT A:M       | BIT A:M       | BIT B:M       | BIT B:M       | BIT B:M       | BIT B:M       |
| 06                | TAP CC=A    | TAB B=A   | BNE if <>        | PSH push A       | ROR rotate right | ROR rotate right | ROR rotate right | ROR rotate right | LDA A=M       | LDA A=M       | LDA A=M       | LDA A=M       | LDA B=M       | LDA B=M       | LDA B=M       | LDA B=M       |
| 07                | TPA A=CC    | TBA A=B   | BEQ if Z=1       | PSH push b       | ASR shift right  | ASR shift right  | ASR shift right  | ASR shift right  |               | STA M=A       | STA M=A       | STA M=A       |               | STA M=B       | STA M=B       | STA M=B       |
| 08                | INX IX=IX+1 |           | BVC if V=0       |                  | ASL shift left   | ASL shift left   | ASL shift left   | ASL shift left   | EOR A=A xor M | EOR A=A xor M | EOR A=A xor M | EOR A=A xor M | EOR B=B xor M | EOR B=B xor M | EOR B=B xor M | EOR B=B xor M |
| 09                | DEX IX=IX-1 | DAA       | BVS if V=1       | RTS return       | ROL rotate left  | ROL rotate left  | ROL rotate left  | ROL rotate left  | ADC A=A+M+c   | ADC A=A+M+c   | ADC A=A+M+c   | ADC A=A+M+c   | ADC B=B+M+c,  | ADC B=B+M+c,  | ADC B=B+M+c,  | ADC B=B+M+c,  |
| 0A                | CLV V=0     |           | BPL if >=        |                  | DEC M=M-1        | DEC M=M-1        | DEC M=M-1        | DEC M=M-1        | ORA A=A or M  | ORA A=A or M  | ORA A=A or M  | ORA A=A or M  | ORA B=B or M  | ORA B=B or M  | ORA B=B or M  | ORA B=B or M  |
| 0B                | SEV V=1     | ABA a=a+b | BMI if <         | RTI ret from int |                  |                  |                  |                  | ADD A=A+M     | ADD A=A+M     | ADD A=A+M     | ADD A=A+M     | ADD B=B+M     | ADD B=B+M     | ADD B=B+M     | ADD B=B+M     |
| 0C                | CLC C=0     |           | BGE if >=        |                  | INC M=M+1        | INC M=M+1        | INC M=M+1        | INC M=M+1        | CPX IX:M      | CPX IX:M      | CPX IX:M      | CPX IX:M      |               |               |               |               |
| 0D                | SEC C=1     |           | BLT if <         |                  | TST M:0          | TST M:0          | TST M:0          | TST M:0          | BSR call      |               | JSR call      | JSR call      |               |               |               |               |
| 0E                | CLI I=0     |           | BGT if >         | WAIT             |                  |                  | JMP              | JMP              | LDS SP=M      | LDS SP=M      | LDS SP=M      | LDS SP=M      | LDX IX=M      | LDX IX=M      | LDX IX=M      | LDX IX=M      |
| 0F                | SEI I=1     |           | BLE if <=        | SWI interrupt    | CLR M=0          | CLR M=0          | CLR M=0          | CLR M=0          |               | STS M=SP      | STS M=SP      | STS M=SP      |               | STX M=IX      | STX M=IX      | STX M=IX      |